# Pan-americanismo
O pan-americanismo ou hispano-americanismo foi um movimento que visava unificar todos os territórios da América espanhola, formando um só Estado.
Seu principal ideólogo foi Simón Bolívar, depois de ter lutado juntamente com o governador da Intendência de Cuyo, José de San Martín, contra o domínio e a exploração espanhola, e de ter feito a independência de vários territórios da América espanhola.
O Congresso do Panamá, convocado por Simón Bolívar, ocorreu entre 22 de junho e 5 de julho de 1826 com o propósito de articular a criação de uma confederação de países hispano-americanos independentes. Participaram do encontro a Grande Colômbia, o México, o Peru, a Bolívia e a Guatemala.
Porém, a tentativa de unificação fracassou em razão da rivalidade entre os países e da oposição dos Estados Unidos à formação de uma confederação de estados na América do Sul.